# Хайчен (Ляонін)
Хайчен (спрощ.: 海城; піньїнь: Hǎichéng) — міський повіт у складі міського округу Аньшань, що в китайській провінції Ляонін.

## Географія
Міський повіт Хайчен межує з повітом Тайань на північному заході, з районом Цяньшань і міським округом Ляоян — на північному сході, на південному сході — з Сюянь-Маньчжурським автономним повітом, а на південному заході — з міськими округами Їнкоу та Паньцзінь.

### Клімат
Місто знаходиться у зоні, котра характеризується вологим континентальним кліматом зі спекотним літом. Найтепліший місяць — липень із середньою температурою 24.6 °C (76.3 °F). Найхолодніший місяць — січень, із середньою температурою -9.5 °С (14.9 °F).
| Клімат Хайчена          | Клімат Хайчена | Клімат Хайчена | Клімат Хайчена | Клімат Хайчена | Клімат Хайчена | Клімат Хайчена | Клімат Хайчена | Клімат Хайчена | Клімат Хайчена | Клімат Хайчена | Клімат Хайчена | Клімат Хайчена | Клімат Хайчена |
| Показник                | Січ.           | Лют.           | Бер.           | Квіт.          | Трав.          | Черв.          | Лип.           | Серп.          | Вер.           | Жовт.          | Лист.          | Груд.          | Рік            |
| Середній максимум, °C   | −4,9           | −2             | 5,3            | 14             | 20,9           | 24,8           | 27,2           | 27,1           | 22,5           | 15,2           | 5,8            | −1,9           | 12,8           |
| Середня температура, °C | −9,5           | −6,6           | 1,2            | 9,8            | 16,8           | 21,5           | 24,6           | 24             | 18,2           | 10,7           | 1,7            | −6,2           | 8,9            |
| Середній мінімум, °C    | −15,4          | −12,4          | −4,5           | 3,5            | 10,5           | 15,9           | 20             | 19             | 12,1           | 4,6            | −3,6           | −11,5          | 3,2            |
| Норма опадів, мм        | 7.1            | 8.3            | 13.1           | 39             | 51.4           | 79.8           | 188.2          | 168.1          | 78.1           | 42.6           | 19.4           | 8.5            | 703.6          |
| Днів з опадами          | 3,5            | 3,6            | 4,4            | 6,7            | 8,8            | 11,5           | 14,8           | 12             | 8              | 7,4            | 5,5            | 3,5            | 89,7           |
| Вологість повітря, %    | 62.4           | 59.3           | 54.9           | 53.7           | 56.4           | 68.1           | 79.6           | 78.8           | 69             | 64.5           | 64             | 62.4           | 64.4           |
| ----------------------- | -------------- | -------------- | -------------- | -------------- | -------------- | -------------- | -------------- | -------------- | -------------- | -------------- | -------------- | -------------- | -------------- |
| Джерело: Weatherbase    |                |                |                |                |                |                |                |                |                |                |                |                |                |

## Адміністративний поділ
Міський повіт поділяється на 4 вуличних комітети та 23 селища.